# Syndrome de Townes-Brocks
Décrit en 1972, le syndrome de Townes-Brocks est un syndrome associant : 
- des anomalies anales ;
- des anomalies auriculaires ;
- des anomalies des mains ;
- des troubles de l'audition.

## Description
La description initiale de 1972 de Townes-Brocks porte sur six cas. Les anomalies décrites sont :
- anomalies anales :
  - imperforation anale,
  - prolapsus anal,
  - fistule ;
- pouce triphalangique ou surnuméraire ;
- fusion des tarses ;
- anomalies auriculaires :
  - appendice prétragien,
  - helix malformés,
  - sténose de conduit auditif externe ;
- surdité.

Depuis, des anomalies rénales (principalement hypoplasie) et une anomalie radiale sont venues compléter le syndrome.

L'existence d'une cardiopathie congénitale à type de tétralogie de Fallot ou de communication inter ventriculaire est parfois notée.

L'intelligence est conservée.

## Diagnostic
Il faut au moins deux critères de la définition pour parler de syndrome de Townes-Brocks. En raison des anomalies décrites on peut discuter :
- Syndrome de Holt-Oram ;
- Syndrome VACTERL ;
- Syndrome TAR.

## Sources
- (fr) Site en français de renseignements sur les maladies rares et les médicaments orphelins
- (en) Online Mendelian Inheritance in Man, OMIM (TM). Johns Hopkins University, Baltimore, MD. MIM Number:107480